# Kopalnia Węgla Kamiennego ROW
Kopalnia Węgla Kamiennego ROW – to przedsiębiorstwo górnicze z siedzibą w Rybniku, należące do Polskiej Grupy Górniczej, składające się z czterech dawnych kopalń węgla kamiennego, połączonych administracyjne w jedno przedsiębiorstwo pod nazwą KWK „ROW”. Głównym produktem oferowanym przez KWK ROW jest węgiel kamienny.

## Historia
Oddział KWK ROW Polskiej Grupy Górniczej powstał w wyniku reformy, przeprowadzonej w związku z bankructwem Kompanii Węglowej 1 lipca 2016 z połączenia czterech kopalń: Jankowice, Marcel, Chwałowice i Rydułtowy. Faktycznie KWK ROW składa się z czterech oddzielnie funkcjonujących kopalń (zakładów), umiejscowionych w Rybniku-Chwałowicach, Rybniku-Boguszowicach oraz w Rydułtowach i Radlinie w powiecie wodzisławskim. Wspólna dla wszystkich zakładów KWK ROW pozostaje administracja. 

## Struktura
Podstawowe dane na temat zakładów górniczych należących do kopalni: 
| Oddział kopalni | Data powstania | Zatrudnienie (2016) | Miejscowość        | Rejony wydobycia                     |
| --------------- | -------------- | ------------------- | ------------------ | ------------------------------------ |
| KWK Chwałowice  | 1897           | 2804                | Rybnik Chwałowice  | Rybnik, Niedobczyce                  |
| KWK Jankowice   | 1913           | 3078                | Rybnik Boguszowice | Rybnik, Świerklany, Marklowice       |
| KWK Marcel      | 1858           | 2868                | Radlin             | Radlin, Wodzisław Śląski, Marklowice |
| KWK Rydułtowy   | 1806           | 3028                | Rydułtowy          | Rydułtowy, Czernica, Pszów           |

Wszystkie zakłady KWK ROW są zabezpieczane przez Okręgową Stację Ratownictwa Górniczego w Wodzisławiu Śląskim.